# 케이티 뵈트게르
케이티 뵈트게르(Katy Bødtger, 1932년 12월 28일 ~ 2017년 5월 1일)는 덴마크의 가수이다. 유로비전 송 콘테스트 1960에서 덴마크 대표로 참가했다.